# Lambert-gleccser
A Lambert-gleccser a világ legnagyobb gleccsere, az Antarktiszon található. 80 km széles, 434 km hosszú és körülbelül 2500 m mélyre hatol a tengerbe.

## Felfedezése
1952-ben John H. Roscoe amerikai geográfus nevezte el "Baker Three Glacier"-ként. Csupán 1957-ben jegyezte fel először térképen a gleccsert, Bruce P. Lambert, akiről mai nevét kapta.

## Jellemzői
Kelet-Antarktikán, a Prince Charles-hegység és az Amerikai-magasföld között helyezkedik el. Méretére jellemző, hogy mellékágai is 100-200 km hosszúságúak.
A globális felmelegedés következtében a gleccser felszínén 2000-től kezdve egyre több olvadékvíz-tó jelent meg.

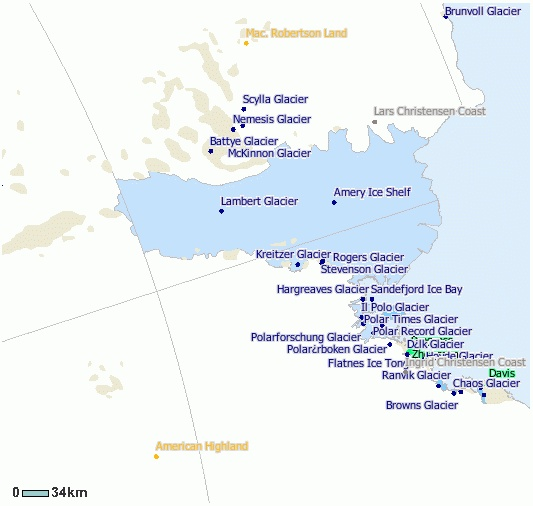
A Lambert-gleccser térképe